# Conspiração de 1820
O Ditador Perpétuo do Paraguai Gaspar Rodrigues de Francia enfrentou, em 1820 uma conspiração de oligarcas proprietários, que teria rechaçado com ajuda de forças plebeias. Poucos conspiradores foram executados, a maioria foi expropriada e enviada à prisão. Pedro Juan Caballero foi um dos conspiradores presos e se suicidou na prisão em 1821.